# Lillian Faderman
Lillian Faderman (* 18. Juli 1940 in Bronx, New York City) ist eine US-amerikanische Autorin und Hochschullehrerin für Englisch und Literatur.

## Leben
Faderman wurde von ihrer Mutter Mary und ihrer Tante Rae in ihrer Kindheit erzogen. Lillians Mutter und Tante waren Juden, die 1923 von Lettland in die Vereinigten Staaten emigriert, wo sie zunächst in Manhattan wohnten. Ihre in Lettland verbliebenen Familienangehörigen wurden bei der Besetzung Lettlands durch die deutsche Wehrmacht deportiert und getötet. 
Faderman zog mit ihrer Mutter und Tante während ihrer Kindheit nach Los Angeles. Dort besuchte sie die Hollywood High School und lernte ihre erste lesbische Freundin kennen. Faderman studierte an der University of California, Berkeley, wo sie 1962 den Bachelor of Arts erhielt, und später an der University of California, Los Angeles, wo sie 1964 ihren Master erhielt und 1967 promovierte. Sie arbeitet gegenwärtig als Professorin für Englisch an der California State University, Fresno.
Faderman lebt mit ihrer jetzigen Partnerin Phyllis Irwin seit 30 Jahren zusammen. Sie haben einen Sohn Avrom, der den PhD von der Stanford University erreicht hat.

## Werke (Auswahl)
- Woman: The American History of an Idea. Yale University Press, New Haven 2022, ISBN 978-0-300-24990-3.
- The Gay Revolution: The Story of the Struggle. Simon & Schuster, New York 2016, ISBN 978-1-4516-9412-3.
- Gay L. A.: A History of Sexual Outlaws, Power Politics, And Lipstick Lesbians, 2006
- Naked in the Promised Land: A Memoir, 2003.
- To Believe in Women: What Lesbians Have Done For America – A History, 1999.
- I Begin My Life All Over: The Hmong and the American Immigrant Experience, 1998.
- Chloe Plus Olivia: An Anthology of Lesbian Literature from the 17th Century to the Present, 1994.
- Odd Girls and Twilight Lovers: A History of Lesbian Life in Twentieth-Century America, 1991.
- Scotch Verdict: Miss Pirie and Miss Woods v. Dame Cumming Gordon, 1983.
- Surpassing the Love of Men: Romantic Friendship and Love Between Women from the Renaissance to the Present, 1981
  - Deutsch von Fiona Dürler und Anneliese Tenisch: Köstlicher als die Liebe der Männer: romantische Freundschaft und Liebe zwischen Frauen von der Renaissance bis heute. eco, Zürich 1990, ISBN 3-85647-103-0.

## Auszeichnungen
- 1982: Stonewall Book Award
- 1992: Lambda Literary Award (Editor's Choice Award) für Odd Girls and Twilight Lovers
- 1995: Lambda Literary Award für Chloe Plus Olivia
- 2003: Lambda Literary Award für To Believe in Women: What Lesbians Have Done for America in der Kategorie Lesbian studies
- 2001: Yale University James Brudner Prize für Exemplary Scholarship in LGBT-Studien
- 2003: Lambda Literary Award für die beste LGBT-Anthologie
- Paul Monette Award
- Publishers Triangle Bill Whitehead Award
- 2016: Anisfield-Wolf Book Award für The Gay Revolution: The Story of the Struggle